# エドモントンプロトコール
エドモントン・プロトコール（Edmonton protocol、エドモントン法）とは、1型糖尿病、特に無自覚性低血糖に陥りやすい不安定型糖尿病の治療のための膵島の移植法である。このプロトコールを考案したカナダのエドモントンにあるアルバータ大学の膵島移植グループに因んで命名された。このプロトコールは1990年代後半に考案され、2000年7月にThe New England Journal of Medicineに発表された。

## 手順
エドモントン・プロトコールでは、リベラーゼ(Liberase)と呼ばれる酵素の混合物を使用して、心停止後のドナーの膵臓から膵島を分離する。レシピエントは、1人から最大で3人のドナーからの膵島の移植を受ける。膵島は患者の門脈に注入される。その後、レシピエントの免疫系によって排除されないようにするための2つの免疫抑制剤、ラパマイシンとタクロリムスが使用される。